# Diocesi di Cesaropoli
La diocesi di Cesaropoli (in latino Dioecesis Caesaropolitana) è una sede soppressa e sede titolare della Chiesa cattolica.

## Storia
Cesaropoli, identificabile con Sardi in Grecia, è un'antica sede vescovile della provincia romana della Macedonia Seconda nella diocesi civile omonima, suffraganea dell'arcidiocesi di Filippi.
Nessun vescovo è conosciuto dalle fonti nel primo millennio cristiano; la sede, istituita probabilmente nel IX secolo, è menzionata tra le diocesi suffraganee di Filippi nella Notitia Episcopatuum attribuita all'imperatore Leone VI e databile all'inizio X secolo.. Un sigillo vescovile ha trasmesso il nome di un vescovo, Agapio, vissuto tra XI e XII secolo. La diocesi scomparve nel XIV secolo, quando la regione venne conquistata dagli Ottomani.
All'epoca della quarta crociata, fu istituita la sede metropolitana di rito latino di Filippi; al suo arcivescovo Guglielmo, papa Innocenzo III confermò tutte le suffraganee che erano state del metropolita greco; tra queste anche la diocesi di Cesaropoli, di cui tuttavia non è noto alcun vescovo latino.
Dal XVII secolo Cesaropoli è annoverata tra le sedi vescovili titolari della Chiesa cattolica; la sede è vacante dal 14 marzo 1990.

## Cronotassi dei vescovi titolari
- François Picquet † (31 luglio 1675 - 26 aprile 1683 nominato vescovo di Baghdad)
- Stanisław Bedliński † (27 settembre 1683 - 1689 deceduto)
- Franciszek Komornicki † (28 febbraio 1774 - 10 maggio 1780 deceduto)
- Ludwik Stanisław Górski, Sch. P. † (17 settembre 1781 - 25 settembre 1799 deceduto)
- Giuseppe Pecci † (22 novembre 1839 - 1º marzo 1841 nominato vescovo di Gubbio)
- Zsigmond Deáky † (12 luglio 1841 - 29 dicembre 1872 deceduto)
- John Power † (20 maggio 1873 - 12 giugno 1873 succeduto vescovo di Waterford e Lismore)
- John Cuthbert Hedley, O.S.B. † (22 luglio 1873 - 18 febbraio 1881 nominato vescovo di Newport e Menevia)
- Pierre-Paul Stumpf † (13 maggio 1881 - 17 novembre 1887 succeduto vescovo di Strasburgo)
- Félix-Nicolas-Joseph Midon, M.E.P. † (23 marzo 1888 - 15 giugno 1891 nominato vescovo di Osaka)
- Stefano Porro † (14 dicembre 1891 - 23 marzo 1904 deceduto)
- Ivan Šarić † (8 aprile 1908 - 2 maggio 1922 nominato arcivescovo di Sarajevo)
- Hermann Joseph Sträter † (19 giugno 1922 - 16 marzo 1943 deceduto)
- Markus Glaser † (10 giugno 1943 - 25 maggio 1950 deceduto)
- Alexandru Todea † (4 luglio 1950 - 14 marzo 1990 nominato arcieparca di Făgăraș e Alba Iulia)